# День талантів у Європейському Союзі
День талантів ЄС — це відзначення Європейським Союзом у день народження Бели Барток, який був відомим композитором у Європі та за її межами.

## Історія
Перший Європейський день талантів відбувся 9 квітня 2011 року. Він збігся з президентською конференцією Угорщини з питань підтримки талантів, яка відбулася в Будапешті 7-9 квітня 2011 року. Делегати конференції запропонували зробити 25 березня, день народження Бели Барток, Днем талантів ЄС. Цей захід, записаний у перший день Дня талантів ЄС, включає такі пункти про мету розвитку талантів у Європейському Союзі та Дня талантів ЄС:

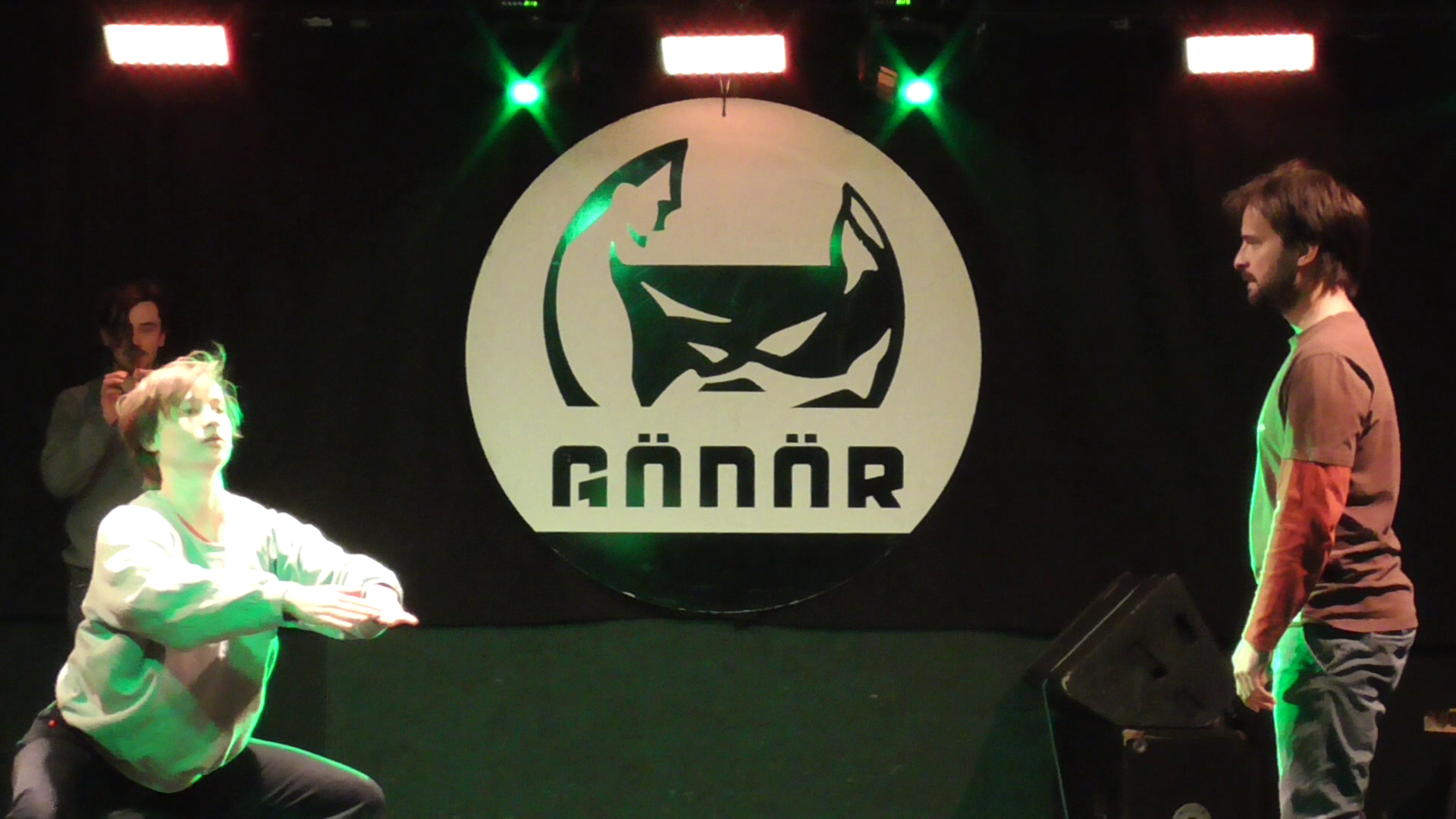
Перший День талантів ЄС фестиваль Libre Art, 25 березня 2018 р., Будапешт/Центр G3 — компанія LEVEGRU — Грегорі Шевальє, Віола Левай, Ерну Рубік

- Розвиток талантів благотворно впливає на економіку окремих країн та Європейського Союзу в цілому.
- Програми підтримки талантів можуть підвищити самооцінку та соціальний успіх талановитих людей.
- Підтримка талантів набуває важливого значення в соціально-економічному прогресі неблагополучних груп людей.
- Ефективна мережева взаємодія груп, що сприяють розвитку талантів, як це відбувається зараз в Угорщині, стане ще більш корисною, коли її розповсюдять Європою.
- День талантів ЄС може допомогти зосередити увагу зацікавлених сторін та європейської громадськості, а також прагне визнання переваг підтримки талантів та кращих практик із боку Європейської Комісії, Європейської Ради та Європейського Парламенту.[2]

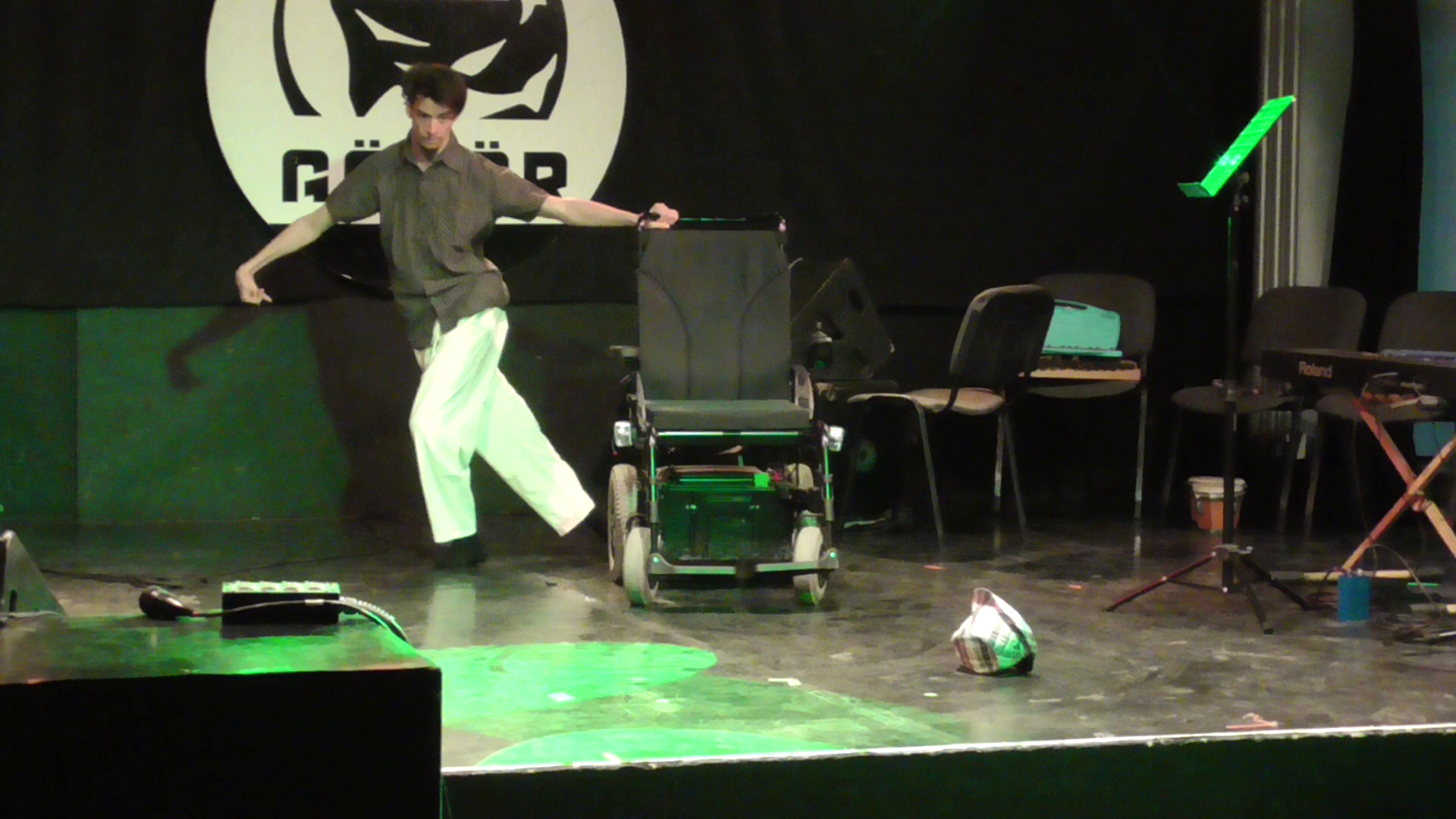
Перший День талантів ЄС фестиваль Libre Art, 25 березня 2018 р.., Будапешт/Центр G3 — Каролі Тот — Шлях можливостей

Він відзначається 25 березня.

## Фестиваль мистецтв Libre
Перший День талантів ЄС Фестиваль Libre art був проведений e березні 2018 року в Будапешті? організований Аттіла Сервац: композитор Libre art, LEVEGRU компанія, 4'34" Камерата та інші групи.